# توني أيومي
أنتوني فرانك أيومي المعروف باسم توني أيومي (بالإنجليزية: Toni Iommi)‏ (ولد في 19 فبراير 1948) هو عازف غيتار وكاتب أغان وملحن ومنتج بريطاني. كان عازف الغيتار الرئيسي وأحد الأعضاء الأربعة المؤسسين لفرقة الميتال الشهيرة بلاك سابث. كان الملحن الأساسي للفرقة والعضو الدائم الوحيد لما يقرب من خمسة عقود. 
كان أيومي لايزال مراهقاً حين فقد أطراف الإصبعين الوسطى والبنصر من يده اليمنى في حادث أثناء عمله في مصنع، وهو حدث كان له أثر حاسم على أسلوب عزفه. في عام 1968 غادر أيومي فرقة بلاك سابث  (المعروفة آنذاك باسم إيرث Earth) لفترة وجيزة للانضمام إلى فرقة جيثرو تل، لكنه لم يسجل أي مادة مع الفرقة، قبل عودته إلى بلاك سابث عام 1969. في عام 2000، أصدر أول ألبوم منفرد له بعنوان «أيومي» Iommi، تلاه ألبوم «فيوزد» Fused عام 2005، والذي شارك فيه زميله السابق في الفرقة جلين هيوز. قام بعدها بتشكيل فرقة جديدة باسم هيفن أند هيل Heaven & Hell، والتي تم حلها بعد وفاة المغني الرئيسي فيها روني جيمس ديو عام 2010. 
احتل أيومي المرتبة 25 في قائمة مجلة رولينغ ستون «لأعظم 100 عازف غيتار على مر العصور». 
في عام 2011 ، نشر سيرته الذاتية بعنوان الرجل الحديدي: رحلتي عبر الجنة والجحيم مع بلاك سابث Iron Man: My Journey through Heaven and Hell with Black Sabbath.

## السيرة المهنية

### قبل بلاك سابث
تنقل أيومي في بداياته بين عدة فرق بلوز/ روك، كان بينها فرقة روكن شيفروليز Rockin 'Chevrolets من عام 1964 إلى عام 1965 حيث كانت تحصل حجوزات منتظمة. انضم أيومي لاحقًا إلى ذا بيردز أند بيز The Birds And Bees وترك وظيفته في المصنع عندما عُرض عليهم العمل في ألمانيا. ومن ثم أصبح عضواً في فرقة ذا ريست the Rest بين عامي 1966-1967، وفيها التقى لأول مرة بعازف الطبول بيل وارد، زميله المستقبلي في بلاك سابث. 
بين يناير ويوليو من عام 1968، انضم أيومي إلى فرقة ميثولوجي Mythology ، ولحق به وارد في منتصف فبراير. في مايو 1968 داهمت الشرطة الشقة التي كانت الفرقة تتدرب فيها وعثرت على مادة صمغ القنب، مما أدى إلى فرض غرامات على أعضاء الفرقة. والأسوأ أن الحادث جعل من الصعب تأمين حجوزات مستقبلية للفرقة حيث تجنب معظم مالكي النوادي الفرق الموسيقية التي اعتبروها من متعاطي المخدرات. لينفرط عقد الفرقة بعد حفلة في سيلوث في 13 يوليو 1968. 
في أغسطس 1968 وفيفي نفس وقت تفكك ميثولوجي، تفككت فرقة أخرى من برمنغهام تسمى رير بريد Rare Breed. ليجتمع المغني فيها أوزي أوزبورن مع أيومي ووارد بعد أن استجاب الثنائي لإعلان وضعه أوزبورن في متجر موسيقى محلي. بقيت الفرقة بحاجة لعازف غيتار البيس، فاقترح أوزبورن جلب جيزر بتلر زميله السابق في فرقة رير بريد، والذي تم تعيينه لاحقًا مع عازف غيتار السلايد جيمي فيليبس وعازف الساكسفون ألان «إيكر» كلارك. سميت الفرقة الجديدة بولكا تولك بلوز باند Polka Tulk Blues Band.  طُرد فيليبس وكلارك من الفرقة بعد حفلتين فقط، واختصر اسم الفرقة إلى بولكا تولك.

### إيرث وجيثرو تل
في سبتمبر 1968 أعاد أيومي وبتلر ووارد وأوزبورن تسمية الفرقة لتصبح إيرث Earth. في نفس الشهر غادر أيومي لفترة وجيزة للانضمام إلى جيثرو تُل Jethro Tull، ولكنه لم يظهر معهم إلا مرتين، وعاد إلى إيرث في نوفمبر 1968. 

### بلاك سابث
في أغسطس 1969 ، بعد الخلط بينهم وبين فرقة أخرى تدعى إيرث Earth (كانت حققت بعض النجاح في إنجلترا)، غيرت المجموعة اسمها إلى بلاك سابث Black Sabbath. بدأ حادث المصنع الذي أصاب أيومي يترك بصمته على موسيقى الفرقة حين قام بتغيير ضبط غيتاره في ألبوم ماستر أوف رياليتي Master of Reality عام 1971، حيث عمد إلى إرخاء الأوتار لتقليل توترها وبالنتيجة تخفيف الألم في أطراف أصابعه. وقام عازف غيتار البيس جيزر بتلر بالمثل لمطابقة أيومي. كانت بلاك سابث من بين أولى الفرق التي قامت بتغيير الضبط، وأصبحت هذه التقنية أحد الأركان الأساسية في موسيقى الهيفي ميتال. جمع أيومي بين عزف منفرد على نمط البلوز وألحان سوداوية على سلم مينور، وبين نغمة محوّرة بشدة تتميز بتضخيم عالي السعة، مع استخدامه للباور كورد ودواسة مؤثرات معززة لصوت التريبل وغيتار غيبسون SG. 

توني أيومي عام 1970

بحلول أواخر السبعينات كان أعضاء بلاك سابث يعانون من تعاطي المخدرات والمشاكل الإدارية والإرهاق الذي سببته الجولات المتواصلة. بالإضافة إلى ذلك، كانت الموسيقى السائدة قد بدأت تذهب في اتجاهات تختلف عن أسلوب الفرقة، مع ظهور موسيقى البانك روك والجيل الصاعد من فرق الميتال مثل جوداس بريست أو موتورهيد. فأصبح البعض يرى أن ألحان الفرقة البطيئة المتأثرة بالبلوز قد عفا عليها الزمن. حاولت الفرقة التجديد في ألبومي تكنيكال إكستاسي Technical Ecstasy و نيفر سي داي !Never Say Die ولكنها لم تحظ بالاستقبال المتوقع من النقاد. فقرر أيومي وبتلر أن الفرقة بحاجة إلى بداية جديدة، وقاما باستبدال أوزبورن بروني جيمس ديو، المغني السابق لفرقة رينبو، في صيف عام 1979. استطاعت الفرقة أخيراً تحقيق التجديد المنشود بإطلاق ألبوم هيفن أند هيل Heaven and Hell، بوجود ديو وصوته الغني ذي الطبقات العالية اللذي كان صفة مميزة للموجة الجديدة من موسيقى الهيفي ميتال البريطانية. في منتصف جولة عام 1980، انسحب بيل وارد من بلاك سابث بسبب مشاكله مع الكحول واستياءه من الاتجاه الذي كان ديو يأخذ فيه الفرقة. فتم استبداله بـ فيني آبيس. بهذه التشكيلة الجديدة أطلقت الفرقة ألبوم موب رولز Mob Rules. استقال ديو في العام التالي ليبدأ مسيرته المهنية المنفردة، للتدخل الفرقة في مرحلة تغيير مستمر ويتتابع عليها سلسلة من المغنين الرئيسيين - إيان غيلان، غلين هيوز، راي غيلين وتوني مارتن. بعد مغادرة إيان غيلان (مغني ديب بيربل السابق) الفرقة عام 198، غادر جيزر بتلر أيضًا، ما عنى توقف نشاط الفرقة عملياً. ما حدا بأيومي إلى تسجيل ألبومه الفردي الأول بعنوان سفنث ستار Seventh Star، بمشاركة غلين هيوز كمغنٍ رئيسي (أيضًا مغني ديب بيربل سابقًا)، ولكن ضغوط شركة الإنتاج أجبرت أيومي على إضافة اسم بلاك سابث للألبوم. 
شهد عام 1992 عودة جيزر بتلر وإعادة إحياء بلاك سابث. كما شهد ظهور أيومي في الحفل التذكاري لفريدي ميركوري، حيث أدى أربع أغنيات مع الأعضاء المتبقين من كوين وغيرهم من الفنانين الضيوف.  تلا ذلك المشاركة في حفل «وداع» أوزبورن في كوستا ميسا، حيث رفض ديو الأداء وغادر الفرقة فجأة، ليتم تجنيد روب هالفورد ليؤدي دور المغني في حفلتين. تضمن كل حفل أداءً منفرداً من أوزبورن لأغانيه، ليختتم العرض بانضمام باقي أعضاء تشكيلة بلاك سابث الأصلية لأداء 4 أغاني. في العام التالي تعاون أيومي مع فرقة دايموند هيد Diamond Head في كتابة أغنية Starcrossed Lovers in the Night. 
سجلت بلاك سابث ألبومين آخرين مع توني مارتن قبل لم شمل التشكيلة الأصلية لغرض الجولات الفنية عام 1997. شارك بيل وارد في حفلي لم الشمل الأولين في برمنغهام إن إي سي في ديسمبر 1997، ولكنه غاب عن كامل الجولتين اللتين تلتا ذلك، وغيابه الثاني كان بسبب نوبة قلبية. تم استبدال وارد بمايك بوردين ثم فيني أبيس. 
في 11 نوفمبر 2011، أعلن أعضاء الفرقة الأصلية أنهم سيجتمعون لتسجيل ألبوم جديد، على الرغم من أن بيل وارد لم يشارك وأخذ براد ويلك مكانه على الطبول. تم إصدار الألبوم الجديد بعنوان 13، في يونيو 2013. 

### هيفن أند هيل

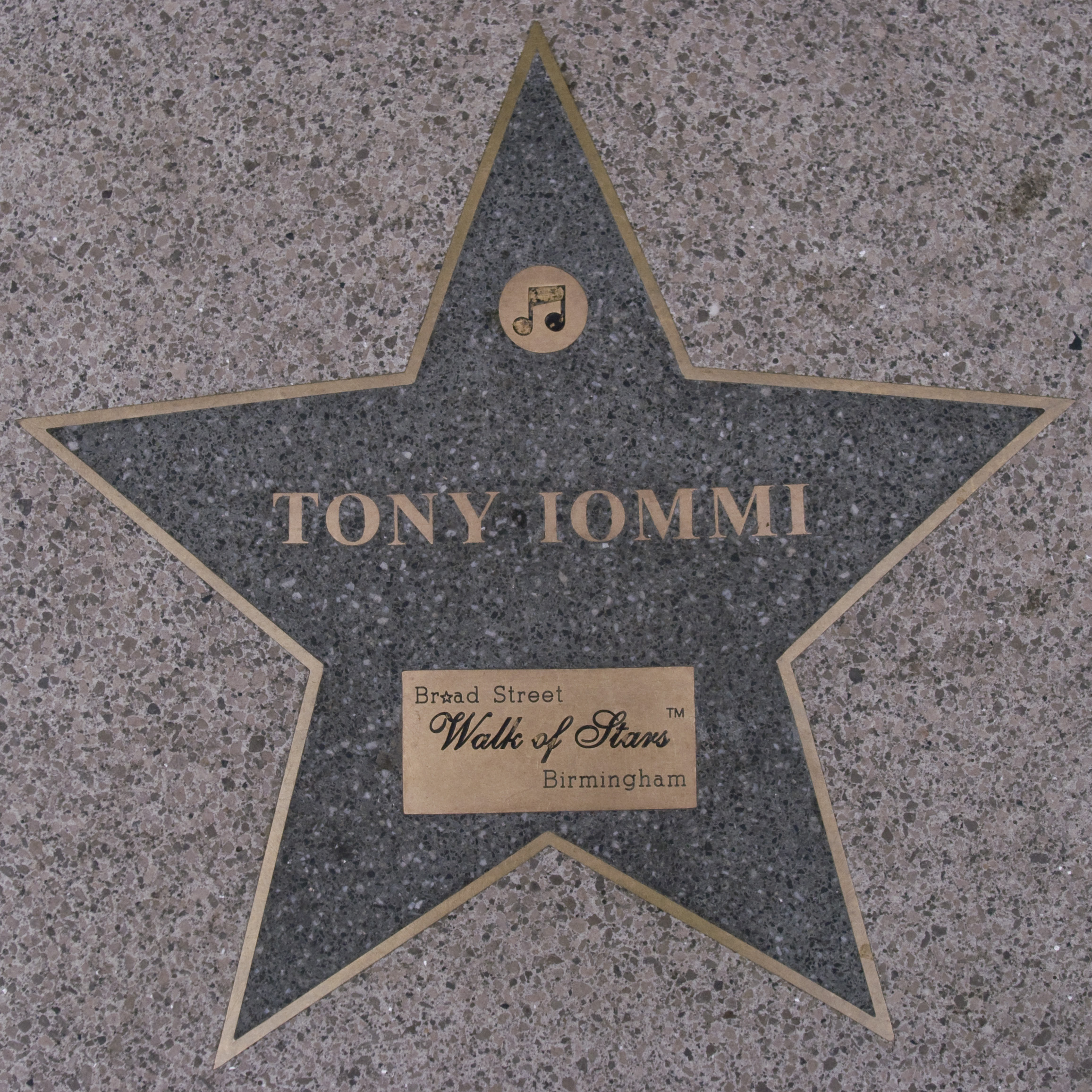
نجمة على ممشى النجوم في برمنغهام

في أكتوبر 2006، أفادت التقارير أن أيومي سيقوم بجولة مع روني جيمس ديو وجيزر بتلر وبيل وارد، وهي تشكيلة بلاك سابث أوائل الثمانينات، ولكن تحت اسم جديد للفرقة هو هيفن أند هيل Heaven & Hell . في وقت لاحق أُعلن أن وارد قرر عدم المشاركة وتم تعيين فيني أبيس كبديل له. بهذه المناسبة أصدرت شركة راينو ريكوردز ألبوماً بعنوان سنوات ديو The Dio Years (تحت اسم بلاك سابث) في 3 أبريل 2007. تضمن الألبوم الأغاني القديمة لبلاك سابث مع ديو كما تضمن ثلاث أغانٍ جديدة مسجلة مع ديو وأبيس. 
بدأت الفرقة جولتها في أمريكا في أبريل 2007 بمشاركة فرقتي ميغاديث وداون لافتتاح حفلاتها. اختتمت الجولة في نوفمبر في إنجلترا. وتبع ذلك إصدار ألبوم يتضمن حفل الفرقة في نيويورك راديوسيتي ميوزك هول على DVD و CD وأسطوانات الفينيل في المملكة المتحدة عام 2008. خلال صيف عام 2008 شاركت الفرقة في جولة ميتال ماسترز جنبا إلى جنب مع جوداس بريست، موتورهيد و تيستامنت. تم إصدار الألبوم المسجل الوحيد للفرقة، ذا ديفل يو نو The Devil You Know، في 28 أبريل 2009.
في نوفمبر 2008، أزيح الستار عن نجمة أيومي في ممشى النجوم في برمنغهام. توفي ديو بسرطان المعدة في مايو 2010، وفي 14 يونيو 2010، أعلن أيومي أن هيفن أند هيل ستؤدي حفلاً لمرة أخيرة تكريماً لروني جيمس ديو في مهرجان هاي فولتاج في لندن في 24 يوليو 2010. كان هذا آخر أداء للفرقة تحت هذا الاسم. 

### عمله المنفرد
في عام 2000 أطلق أيومي أول ألبوم منفرد له بعنوان أيومي Iommi. شمل الألبوم قائمة طويلة من المغنين الضيوف ضمت إيان أستبري، سكين ، هنري رولينز، سيرج تانكيان، ديف غرول، بيلي كورغان، فيل أنسيلمو، بيتر ستيل، وأوزي أوزبورن. في أواخر عام 2004 أطلق ألبومه الفردي الثاني بعنوان «جلسات DEP عام 1996» The 1996 DEP Sessions بمشاركة المغني غلين هيوز. تم تسجيل هذا الألبوم في الأصل عام 1996 ولكن لم يتم إصداره رسميًا. جدد أيومي تعاونه مع هيوز بإصدار ألبومه الفردي الثالث فيوزد Fused في 12 يوليو 2005، بمشاركة عازف الطبل كيني أرونوف. 
كما وقع أيومي عقداً مع شركة نيكست فيلمز Next Films للإنتاج السينمائي التابعة لمايك فلايس لتسجيلالموسيقى التصويرية لسلسلة من أفلام الرعب بعنوان بلاك سابث Black Sabbath.
منذ عام 1989 كان توني أيومي مشاركاً في مشروع روك إيد أرمينيا Rock Aid Armenia. وفي أكتوبر 2009 مُنح  مع زميله إيان غيلان وسام الشرف - وهو أعلى وسام في أرمينيا، من قبل رئيس وزراء أرمينيا تقديراً لمساعدتهما بعد زلزال عام 1988. قام أيومي وغيلان بتشكيل فرقة النجوم هو كيرز WhoCares وتسجيل أغنية بعنوان "Out of my mind"، تم إصدارها في 6 مايو 2011 لصالح بناء مدرسة الموسيقى في مدينة غيومري. كان رئيس الوزراء الأرميني ممن أرسلوا خطابات دعم عندما أُعلن عن إصابة أيومي بسرطان الغدد الليمفاوية عام 2012.
كتب أيومي أغنية «لونلي بلانيت Lonely Planet» التي غنتها فرقة دوريانز Dorians ممثلة أرمينيا في مسابقة الأغنية الأوروبية لعام 2013 .

## روابط خارجية
- الموقع الرسمي